# Viola egglestonii
Viola egglestonii Brainerd – gatunek roślin z rodziny fiołkowatych (Violaceae). Występuje endemicznie w południowo-wschodnich Stanach Zjednoczonych – w Alabamie, Georgii, Indianie, Kentucky i Tennessee. W całym swym zasięgu jest gatunkiem bliskim zagrożeniu, ale regionalnie – w Alabamie i Indianie – jest krytycznie zagrożony. 

## Morfologia
PokrójRoślina jednoroczna dorastająca do 4–12 cm wysokości.
LiścieBlaszka liściowa ma kształt od podługowatego do okrągławego lub lancetowatego. Mierzy 4–30 mm długości oraz 2–10 mm szerokości, jest niemal całobrzega lub karbowana na brzegu, ma sercowatą lub tępą nasadę i ostry wierzchołek. Ogonek liściowy jest nagi. Przylistki są strzępiaste i osiągają 2–10 mm długości.
KwiatyPojedyncze, wyrastające z kątów pędów. Mają działki kielicha o podługowatym kształcie i dorastające do 4–6 mm długości. Płatki są odwrotnie jajowate, mają białą lub żółtą barwę oraz 7–9 mm długości, dolny płatek jest odwrotnie sercowaty, z żółtymi lub purpurowymi żyłkami.
OwoceTorebki mierzące 5-6 mm długości, o jajowatym kształcie.
Gatunki podobneRoślina ma kwiaty podobne do fiołka motylkowego (V. sororia), fiołka dłoniastego (V. palmata) czy V. cucullata.

## Biologia i ekologia
Rośnie na terenach skalistych i wrzosowiskach, zazwyczaj na wapiennym i jałowym podłożu, o odczynie od lekko kwaśnego do lekko zasadowego (od 6,1 do 7,8 w skali pH). Preferuje stanowiska w pełnym nasłonecznieniu lub półcieniu. Występuje na wysokości od 100 do 200 m n.p.m. Kwitnie od przedwiośnia do połowy wiosny (od późnego marca do początku maja), a dojrzale owoce rozsiewają nasiona w maju. Występuje od 5a do 8a strefy mrozoodporności. 